# Красов Дмитро Володимирович
Дмитро́ Володи́мирович Кра́сов (1 листопада 1975, Миколаїв — 13 серпня 2014, Грабське, Донецька область) — матрос Збройних сил України, учасник російстко-української війни.

## Життєпис
Народився 1975 року в місті Миколаїв. Перші три класи навчався в миколаївській ЗОШ № 41, потім, переїхавши з сім'єю в інший район міста, .закінчив в 1992 році одинадцять класів ЗОШ № 38 (сучасний Миколаївський муніципальний колегіум ім. В. Д. Чайки). В 1992 році працювати збірником корабельним на заводі ім. 61 Комунара, був звільнений у зв'язку з призовом на строкову військову службу. В 1993—1995 роках проходив службу в ракетних військах ЗСУ (м. Хмельницький). Після служби їде до Росії у місто Белгород, де 1995 року стає студентом Бєлгородського державного університету. Почав зустрічатися з дівчиною і 1999 року стає батьком доньки Олени (проживає в Росії). Того ж року, навчаючись на денній формі навчання, починає працювати в органах внутрішніх справ УМВС міста Белгорода. 2000 року отримав диплом за спеціальністю «юрист» кваліфікації «юриспруденція». За час служби в органах УМВС РФ брав участь у бойових діях на території республіки Чечня (2002). Зазнав поранення і батьки вирішили забрати його на Батьківщину. Намагався працювати і охоронцем, й менеджером в різних організаціях. З 2005 по 2007 роки працює юрисконсультом у фінансовому управлінні Миколаївської обласної державної адміністрації. Там познайомився з другою «цивільною» дружиною, 21 березня 2008 року в нього народився син Сергій; в 2010 році дружина Дмитра померла. 2007 року влаштувався на роботу до Територіальної державної інспекції з питань праці у Миколаївській області на посаду державного інспектора. В 2011 році звільнився; почав працювати головним спеціалістом Інспекції з питань захисту прав споживачів у Миколаївській області. У листопаді 2013 року вдруге призначений на посаду головного державного інспектора праці в Територіальній державній інспекції з питань праці у Миколаївській області.
В часі війни — матрос 73-го морського центру спеціального призначення, військова частина А1594, Очаків; стрілець відділення охорони та обслуговування органів військової контррозвідки СБУ. Загинув при звільненні села Грабське від терористів — смертельне кульове поранення в груди. Його не вдалося врятувати через відсутність транспорту для евакуації.
Без Дмитра залишилося двоє дітей від різних шлюбів — 18-ти і 2-х років Поліна; батько Володимир Красов, мама Красова Олена Миколаївна і дружина.
Похований 17 серпня 2014-го на Балабанівському кладовищі міста Миколаїв.
Його мама вісім років збирала гроші, які держава виплачувала за сина. 2022 року вона витратила їх на придбання автомобіля, що рятуватиме життя іншим синам матерів України в підрозділі Дмитра.

## Нагороди та вшанування
- 8 вересня 2014 року — за особисту мужність і героїзм, виявлені у захисті державного суверенітету та територіальної цілісності України, вірність військовій присязі під час російсько-української війни, відзначений — нагороджений орденом «За мужність» III ступеня (посмертно).
- Вшановується 13 серпня на щоденному ранковому церемоніалі вшанування українських захисників, які загинули цього дня у різні роки внаслідок російської збройної агресії[1].
- Його портрет розміщений на меморіалі «Стіна пам'яті полеглих за Україну» у Києві: секція 2, ряд 6, місце 31.
- 14 жовтня 2017 року на території 73-го Морського центру спеціальних операцій урочисто відкрито Алею пам'яті полеглих у боях офіцерів та матросів цієї частини.
- На будівлі Миколаївського муніципального колегіуму встановлено меморіальну дошку на честь Дмитра.